# Tomicobomorpha
Tomicobomorpha är ett släkte av steklar. Tomicobomorpha ingår i familjen puppglanssteklar.
Kladogram enligt Catalogue of Life:
| Tomicobomorpha | \| \| Tomicobomorpha stellata \| \| \| \| \| \| Tomicobomorpha subplana \| \| \| \| |
|                | \| \| Tomicobomorpha stellata \| \| \| \| \| \| Tomicobomorpha subplana \| \| \| \| |
|                | Tomicobomorpha stellata                                                             |
|                |                                                                                     |
|                | Tomicobomorpha subplana                                                             |
|                |                                                                                     |